# Sveno Cnattingius (1631–1687)
Sveno Cnattingius, född 2 september 1631 i Västerlösa socken, död 25 juli 1687 i Västerlösa socken, var en svensk präst.

## Biografi
Sveno Cnattingius föddes 2 september 1631 i Västerlösa socken. Han var son till kyrkoherden Nicolaus Cnattingius och Margareta Botvidsdotter. Cnattingius blev i oktober 1654 student vid Uppsala universitet med namnet Knating. Han prästvigdes 18 december 1661 till krigspräst vid Smålands kavalleriregemente och blev 1663 komminister i Västerlösa församling. Cnattingius blev 1672 kyrkoherde i församlingen. Han avled 25 juli 1687 i Västerlösa socken och begravdes av biskopen Magnus Johannis Pontin.

### Familj
Cnattingius gifte sig 1663 med Helena Daalhemius. Hon var dotter till kyrkoherden Daniel Daalhemius i Kättilstads socken. De fick tillsammans barnen Rebecca, Daniel Cnattingius (1666–1733), Nicolaus (född 1669), Anna (1669–1704), Margareta (född 1671), Maria (1674–1707), Christina (född 1675), Elisabeth (1678–1678) och en son (1680–1680).